# Aprosdoceta
Aprosdoceta là một chi bướm đêm thuộc họ Geometridae. Nó còn có tên đồng nghĩa là Acodia.